# Principato di Polack
Il Principato di Polack (in bielorusso Полацкае Княства?, Polackaje kniastva; in russo Полоцкое княжество?; in latino Polocensis Ducatus), noto anche come Ducato di Polack o Rus' di Polack, fu un principato medievale creato dagli antichi slavi orientali. L'origine e la data di costituzione dello Stato risultano incerte e il primo riferimento si riscontra nelle cronache della Rus', quando si menziona la caduta di Polack per mano di Vladimiro il Grande, e da allora in poi divenne associata alla dinastia rjurikide e alla Rus' di Kiev.
Il Principato venne presumibilmente a formarsi intorno all'antica città di Polack, oggi in Bielorussia, dall'unione di alcune comunità kriviči locali (fusesi nei polaziani). Nella seconda metà del X secolo, Polack risultò amministrata da una dinastia di signori del posto: il primo sovrano di cui si ha notizia è menzionato nelle cronache e si trattava del semi-leggendario Rogvolod (? –978), meglio conosciuto come il padre di Rogneda. La regione fu pesantemente coinvolta in diverse lotte per la successione nell'XI e XII secolo e in una guerra con la Repubblica di Novgorod. Nel XIII secolo, a prendere il sopravvento nella regione, fu il Granducato di Lituania, impostosi militarmente nella Bielorussia not-occidentale.
Al momento della sua massima estensione, il principato si estendeva su gran parte dell'odierna Bielorussia settentrionale e centrale e una parte minore dell'odierna Lettonia sud-orientale, comprese, oltre alla stessa Polack, le seguenti città: Vicebsk, Druc'k, Minsk, Izjaslaw (oggi Zasłaŭje), Lahojsk, Barysaŭ, Braslaŭ, Koknese e altri.

## Storia

### Origini
Non si ha notizia di una data precisa in cui nacque il principato, ragion per cui gli storici tendono ad immaginare l'esistenza di un processo evolutivo che ne ha portato l'origine. Nell'862 Polack viene menzionato per la prima volta nelle Cronaca degli anni passati come insediamento facente parte della Rus' di Novgorod, così come Murom e Beloozero. In origine, il Principato di Polack risultò governato da una dinastia locale e non da un uomo designato da Kiev. Il passaggio da mera entità cittadina a un qualcosa di più si ebbe quando le comunità di kriviči locali decisero di costituirsi e non più di combattersi.

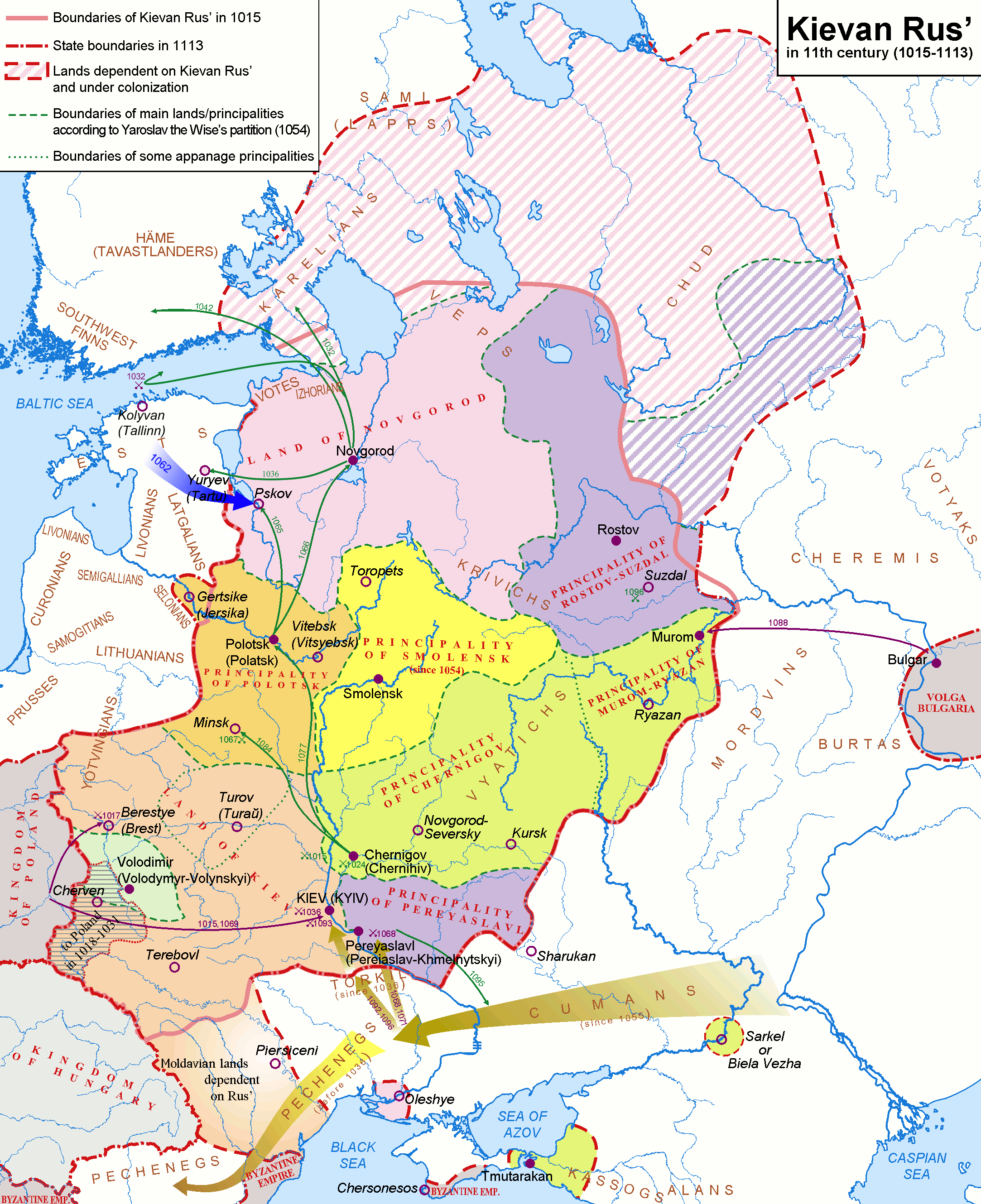
Il Principato di Polack all'interno della Rus' di Kiev nell'XI secolo

La seconda occasione in cui viene citata Polack è individuabile circa un secolo più tardi, nel 980, quando si parla di un signore della guerra variago chiamato Ragnvald o Rogvolod a capo della città e dei suoi dintorni. La cronaca riporta che egli fosse giunto a Polack "da altre terre", un'espressione con cui tradizionalmente si designavano i variaghi. Rogvolod si inserì nelle lotte di potere in corsa per la corona di Kiev (la quale nel frattempo acquisì la Bielorussia occidentale) e sotto il suo dominio la popolazione stimata dello Stato di cui era a capo è stata stimata in 6.000 persone. I benefici si riscontrarono soprattutto nella possibilità di reclutare eserciti in tempi rapidi.
Nel 972, dopo la morte del principe di Kiev Svjatoslav I, si scatenò una lotta per il potere tra i suoi due figli, ovvero il principe di Novgorod Vladimir e il principe di Kiev Jaropolk. Entrambi confidavano nell'appoggio politico e militare di Polack, considerata la crescente influenza di quest'ultima. Per raggiungere questo obiettivo, Vladimir chiese la mano di Rogneda, la figlia al tempo adolescente di Rogvolod. Quando questa rifiutò, Polack si trasformò inevitabilmente in un alleato di Jaropolk e Vladimir decise pertanto di dichiarare guerra a Polack. Secondo le appassionanti leggende riportate nella Cronaca degli anni passati, il signore di Kiev espugnò la città, violentò Rogneda di fronte ai suoi stessi genitori, uccise tutta la sua stirpe e diede infine fuoco alla città. Rogneda fu condotta con la forza a Kiev al fine di sposare Vladimir. La cruenta mossa effettuata da Vladimir permise di sterminare una delle famiglie che aspirava al potere in Rus'.
Quando Vladimir si convertì al cristianesimo nel 988 e prese Anna Porfirogenita come moglie, dovette divorziare da tutte le sue precedenti mogli, inclusa Rogneda. La donna entrò dunque in convento e assunse il nome di Anastasia, evento a seguito del quale lei e suo figlio Izjaslav furono esiliati nelle terre di Polack, nello specifico prima a Zasłaŭje e poi al centro abitato più popoloso del Principato. A capo di tale entità statale Kiev decise di nominare un membro della branca più longeva della dinastia rjurikide. Da quel momento in poi, gli abitanti delle terre vennero gradualmente convertiti alla religione ortodossa.

### Lotta per l'indipendenza
Nel 1001 a Izjaslav subentrò suo figlio, Briačislav di Polack. Sotto il suo dominio, la città tentò di allontanarsi dall'ombra di Kiev, causando una maggiore instabilità nei rapporti diplomatici. Le tensioni furono aggravate dal fatto che, secondo la tradizionale regola vigente per le casate slave orientali, poiché Izjaslav morì prima di suo padre e non regnò mai a Kiev, i suoi discendenti dalla casata di Polack avevano perso i loro diritti dinastici sul trono dell'odierna capitale ucraina. Nel 1020, Briačislav saccheggiò Novgorod e tentò di insediarvisi stabilmente, ma dovette subito rinunciare a tale progetto quando suo zio, Jaroslav il Saggio, entrò trionfale nella città e costrinse il nipote a cedergli alcuni dei suoi possedimenti.

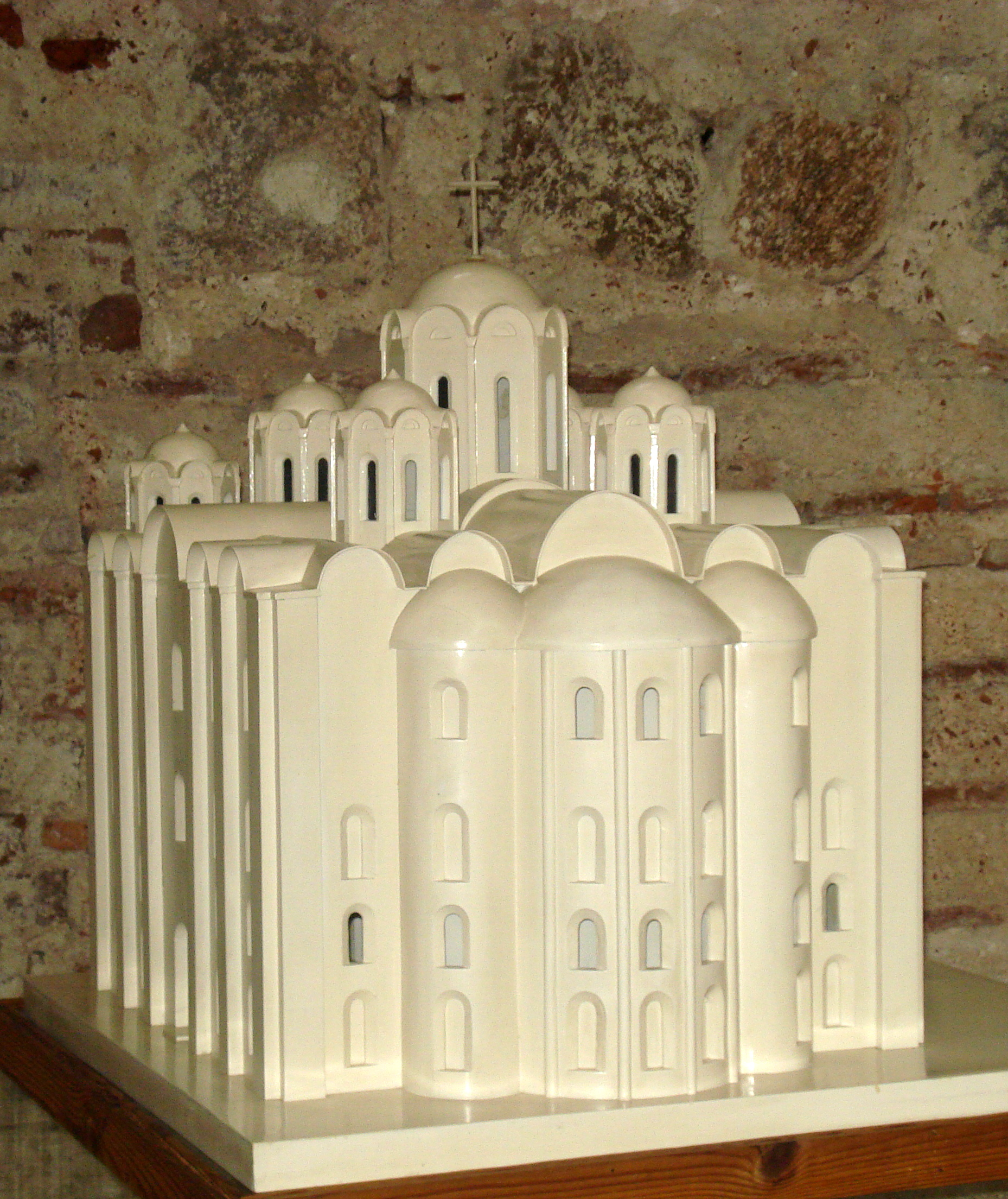
La cattedrale di Santa Sofia a Polack (ricostruita a metà del XVIII secolo)

Per i due secoli successivi, il Principato di Polack rimase in mano ai discendenti di Izjaslau. Tutti gli altri feudi nella Rus' di Kiev risultavano sotto il controllo di principi che discendevano da Jaroslav il Saggio.

Principato di Polack (in rosso) nel XII secolo

Il periodo d'oro della Polack medievale coincide con il governo del figlio di Brjačislav, Vseslav (1044–1101). Questi approfittò delle guerre civili in corso a Kiev per rivendicare la propria indipendenza e gestire in maniera autonoma gli affari del principato. Durante questo periodo, Polack divenne un centro commerciale importante perché crocevia tra le diverse città orientale della Rus' e la Scandinavia: inoltre, stando alle saghe nordiche, il sovrano procedette a rafforzare le fortificazioni locali. Vseslav riuscì a gestire le relazioni diplomatiche sia con Novgorod che con i variaghi. Il più delle volte, i discendenti di Izjaslav governarono il Principato in modo indipendente rispetto al Gran Principe della Rus', effettuando però un riconoscimento formale dei rjurikidi. Dopo la fine del X secolo, Polack riuscì a spingersi a ovest nelle terre abitate oggi dai lettoni e dai lituani a ridosso del confine con la Bielorussia. All'inizio del XIII secolo, i cavalieri teutonici conquistarono il potere sulle prime sottraendolo a Polack nell'ambito della crociata livoniana, ma i legami storici con le seconde si dimostrarono molto più duraturi tanto da andare avanti per altri 700 anni, sebbene il ruolo principale in questo "matrimonio" fu assunto presto dall'altro coniuge in questione. I lituani, ovvero gli ultimi pagani rimasti in Europa, vantavano una discreta fama in fatto di maestria nei combattimenti: questi servirono Polack come truppe ausiliarie nelle guerre di questa effettuate contro l'ordine teutonico e gli altri principati slavi orientali confinanti; tuttavia, dal 1183 rifiutarono l'obbedienza alla città e avviarono il processo di formazione di un proprio stato.
La Cattedrale di Santa Sofia di Polack, edificata su ordine di Vseslav tra il 1044 e il 1066, assunse un ruolo simbolico che dimostrava la mentalità indipendente del Principato. L'intento era anche quello di rivaleggiare con le chiese omonime situate a Novgorod e a Kiev, come testimonia anche il richiamo all'originale Hagia Sophia di Costantinopoli (questa denominazione va interpretata come intesa a rivendicare prestigio, autorità e sovranità imperiale).

### Declino

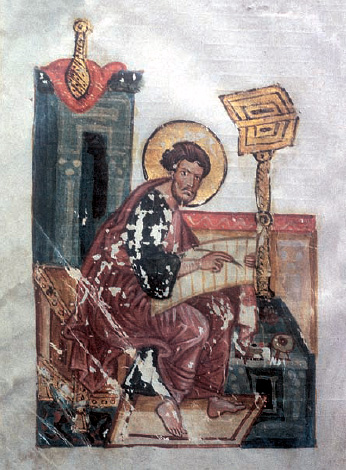
L'evangeliario di Orša fu creato a Polock durante il periodo di declino della città nel XIII secolo

Dopo la sconfitta riportata nella battaglia sul fiume Nemiga e la sua reclusione, Vseslav morì e il principato venne diviso tra i suoi figli sopravvissuti. Polack risultava amministrativamente ripartita in vari feudi minori: il Principato di Minsk, il Principato di Vicebsk, il Principato di Druc'k, il Principato di Jersika e il Principato di Koknese. I principi locali ingaggiarono guerre l'uno contro l'altro tentando di affermare la loro autorità su Polack. Alla fine, ne uscirono vittoriosi i signori di Vicebsk, i quali dovettero subito tentare di arginare le mire di un vicino che si stava rendendo molto potente rispetto al passato, il Principato di Smolensk.
A partire dalla metà del XII secolo si verificarono dei cambiamenti nelle terre ad ovest del Principato. La fortezza di Riga divenne la principale base militare dei cavalieri portaspada, un ordine religioso cavalleresco fondato allo scopo di diffondere il cristianesimo negli odierni Paesi baltici. Nel 1209, i crociati tedeschi sottomisero i principati di Jersika e Koknese nel sud-est dell'odierna Lettonia, in precedenza sotto il controllo di Polack, costringendo Polack a consentire viaggi gratuiti ai mercanti tedeschi nel 1212 e rinunciando agli introiti delle tasse imposte in Livonia. Nel 1227, Smolensk sottoscrisse un trattato con cui cedeva Polack alla città di Riga.
Gli scritti dell'epoca testimoniano l'alleanza di Polack con la Lituania e l'approvazione della politica bellica intrapresa da questa. Ad esempio, la cronaca di Novgorod riporta che "ad Izjaslav era stato promessa la nomina a knjaz di Luki e la possibilità di insediarsi a Novgorod al fine di amministrarla per conto dei lituani" nel 1198.

Stemma dei voivodati di Polack e Vicebsk nel Granducato di Lituania

Il Principato di Polack sfuggì all'invasione mongola della Rus' nel 1237-1239, ma non agli attacchi effettuati da Mindaugas, futuro primo re di Lituania, che sottomise i territori del Principato prima del 1240. La rinuncia al titolo puramente onorifico di principato avvenne per Polack nel 1307, quando la Lituania aveva dato vita al Granducato, sebbene la città mantenne un certo grado di autonomia locale fino al 1390. Dopo quest'ultima data, il principato fu definitivamente abolito e divenne parte del Voivodato di Połock.

## Principi di Polack

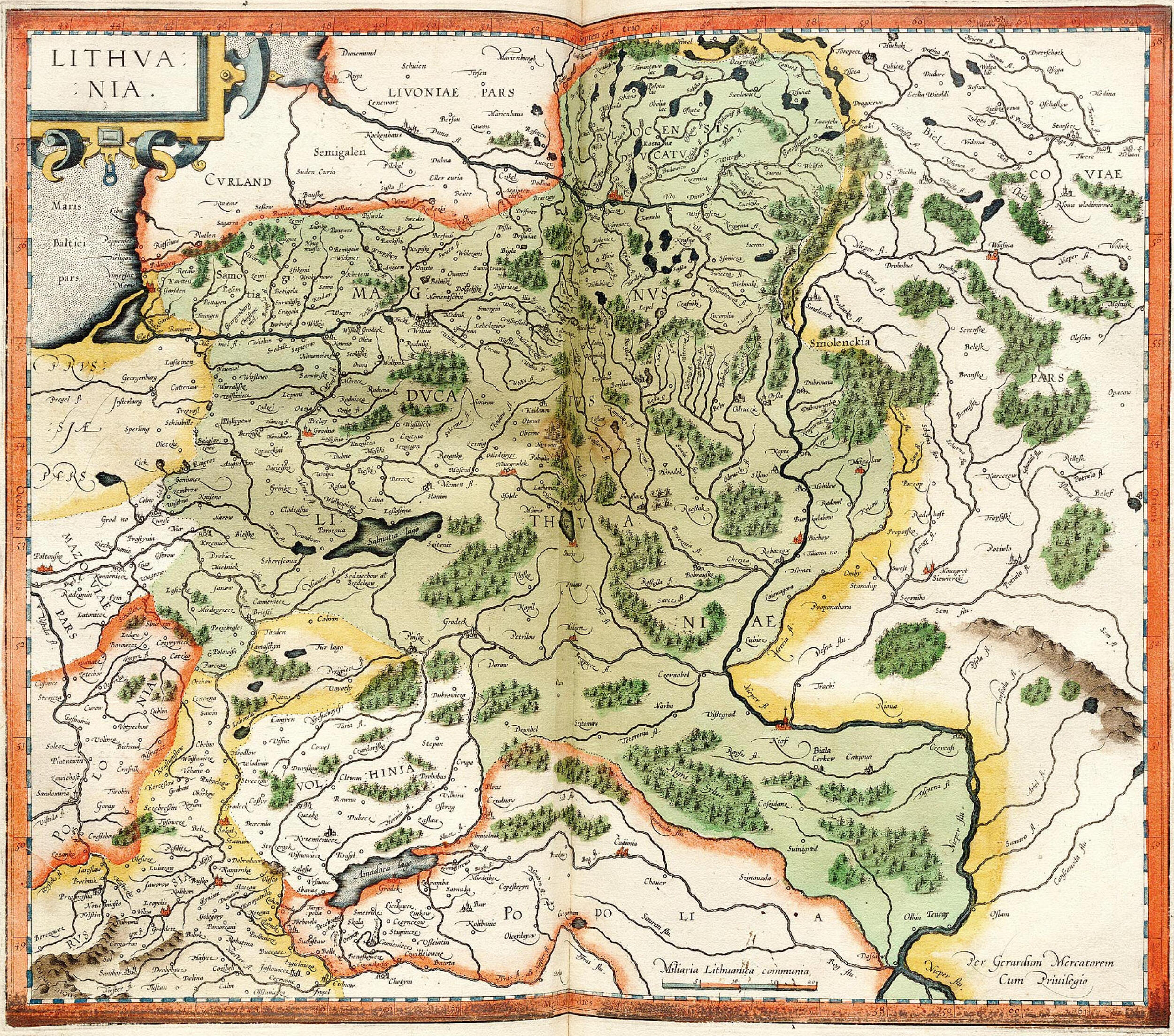
Il Polocensis Ducatus sulla mappa della Lituania di Gerardo Mercatore

Di seguito un elenco dei principi di Polack.
- Rogvolod, fl. 977

### Rjurikidi/Izjaslaviči di Polack
- 987–1001 Iziaslav I Vladimirovič
- 1001–1003 Vseslav I Izjaslavič
- 1003–1044 Brjačislav I Izjaslavič
- 1044–1069 Vseslav II Brjačeslavič
- 1069 Vseslav II Brjačeslavič, Svjatopolk II di Kiev e Mstislav I Izjaslavič
- 1069–1071 Vseslav II Brjačeslavič e Svjatopolk II di Kiev
- 1071-1101 Vseslav II Brjačeslavič
- 1101–1129 Davjd Vseslavič
- 1127–1128 Boris I Vseslavič
- 1129–1132 Iziaslav II Mstislavič
- 1132–1132 Sviatopolk II Mstislavič

### Vseslaviči di Polack
- 1132–1144 Vasilko Svjatoslavič (Principe di Vicebsk)
- 1144–1151 Rogvolod Borisovič (Principe di Druc'k)
- 1151–1159 Rostislav Glebovič (Principe di Minsk)
- 1159–1162 Rogvolod Borisovič (ancora)
- 1162–1167 Vseslav III Vasilkovič (Principe di Vicebsk)
- 1167–1167 Volodar Glebovič (Principe di Minsk)
- 1167–1180 Vseslav III Vasilkovič (Principe di Vicebsk)
- 1186–1215 Vladimir Vseslavič (Principe di Vicebsk)
- 1215–1222 Boris II Vseslavič (Principe di Druc'k)
- 1222–1232 Svjatoslav Mstislavič
- 1232–1242 Brjačislav II Vasilkovič (Principe di Vicebsk)

### Vassallaggio lituano
- 1252–1263 Tautvila
- 1264–1267 Gerdine
- 1267–1270 Izjaslav III di Vicebsk (?)
- 1270–1290 Costantino il Senza Braccio
- 1290–1307 occupazione ad opera dell'ordine di Livonia (arcidiocesi di Riga)

### Gediminidi
- 1307–1336 Vainius (Voin)
- 1336–1345 Narimantas
- 1345–1399 Andrej di Polack
- 1377–1397 Skirgaila